# Berenberg Bank
Joh. Berenberg, Gossler & Co. KG, comumente conhecido como Berenberg Bank, é um banco de investimento multinacional com sede em Hamburgo, na Alemanha. Foi fundado pela família Berenberg de origem flamenga em 1590 e é o banco comerciante mais antigo do mundo e o segundo banco mais antigo do mundo em geral. Seus proprietários, a família Berenberg/Gossler, pertenciam à elite governante dos comerciantes hanseáticos da cidade-Estado de Hamburgo e vários membros da família serviram no governo local a partir de 1735. Como muitos outros banqueiros mercantes, os Berenberg eram originalmente comerciantes de roupas. O nome do banco refere-se a Johann Berenberg e seu genro, Johann Hinrich Gossler, e manteve-se inalterado desde 1791.
O Berenberg Bank atua na banca de investimento, em particular as transações pan-europeias de pesquisa de capital, corretagem e mercados de capitais, além de banco privada para clientes ricos e gerenciamento institucional de ativos. Desde a década de 2000, a empresa tem se concentrado cada vez mais em investimentos. O Berenberg Bank tem cerca de 1.500 funcionários; além de sua sede em Hamburgo, tem importantes presenças em Londres, Zurique, Frankfurt e Nova York, além de 11 novos escritórios na Europa, na América e na Ásia. O banco é organizado como uma parceria limitada com parceiros pessoalmente responsáveis e é conhecido pela sua estratégia comercial conservadora. Após a crise financeira dos anos 2000, o banco expandiu-se rapidamente. O atual sócio sênior e chefe do banco Hans-Walter Peters também é presidente da Associação dos Bancos Alemães, tendo sucedido o CEO do Deutsche Bank, Jürgen Fitschen, em 2016.